# Прыжки в воду на летних Олимпийских играх 2024 — синхронный трамплин, 3 метра (женщины)
Соревнования по синхронным прыжкам в воду с 3-метрового трамплина среди женщин на летних Олимпийских играх 2024 года прошли 27 июля 2024 года в Парижском Акватик Центре. 

## Формат соревнований
Соревнования проводятся один круг, в котором каждая пара выполняет по пять прыжков.Каждый прыжок должен относиться к одной из пяти групп (из передней стойки с вращением вперед; из задней стойки с вращением назад; из передней стойки с вращением назад; из задней стойки с вращением вперед;  с вращением вокруг продольной оси (с винтами)). Первым двум прыжкам присвоен фиксированный коэффициент сложности 2,0, независимо от их исполнения. Остальным трем прыжкам присваивается коэффициент сложности, основанный на исходном положении, разбеге, отталкивании, прыжке (полёте), входе в воду. Уровень сложности прыжков не ограничен. Подсчет очков производится коллегией из одиннадцати судей, пять из которых оценивают синхронность, а три – исполнение каждого отдельного прыжка. За каждый прыжок каждый судья выставляет оценку от 0 до 10 с шагом в 0,5 балла. Верхняя и нижняя оценки за синхронность, а также верхняя и нижняя оценки за исполнение для каждой спортсменки не учитываются. Оставшиеся пять баллов суммируются, умножаются на 3/5 и коэффициент сложности, образуя итоговую оценку за прыжок. Пять оценок за прыжки суммируются, чтобы получить итоговый результат пары.

## Расписание
Время местное (UTC+2)
| Дата             | Время | Этап  |
| ---------------- | ----- | ----- |
| Суббота, 27 июля | 10:00 | Финал |

## Призёры
| Золото                       | Серебро                        | Бронза                                               |
| Китай · Чэнь Ивэнь · Чан Яни | США · Сара Бэкон · Кэссиди Кук | Великобритания · Ясмин Харпер · Скарлетт Мью Дженсен |

## Результаты
| Место | Спортсмены                        | Страна         | Баллы    | Баллы    | Баллы    | Баллы    | Баллы    | Баллы  | Баллы |
| Место | Спортсмены                        | Страна         | Прыжок 1 | Прыжок 2 | Прыжок 3 | Прыжок 4 | Прыжок 5 | Сумма  |       |
| ----- | --------------------------------- | -------------- | -------- | -------- | -------- | -------- | -------- | ------ | ----- |
| 1     | Чэнь Ивэнь Чан Яни                | Китай          | 52,80    | 51,00    | 77,40    | 79,98    | 76,50    | 337,68 |       |
| 2     | Сара Бэкон Кэссиди Кук            | США            | 49,80    | 51,00    | 71,10    | 72,54    | 70,20    | 314,64 |       |
| 3     | Ясмин Харпер Скарлетт Мью Дженсен | Великобритания | 50,40    | 46,20    | 63,90    | 71,10    | 70,68    | 302,28 |       |
| 4     | Кьяра Пеллакани Елена Бертокки    | Италия         | 49,20    | 45,00    | 68,40    | 68,82    | 62,10    | 293,52 |       |
| 5     | Анабель Смит Мэддисон Кини        | Австралия      | 47,40    | 48,00    | 73,80    | 74,40    | 48,60    | 292,20 |       |
| 6     | Лена Хентшель Етте Мюллер         | Германия       | 48,60    | 48,00    | 64,80    | 67,89    | 59,40    | 288,69 |       |
| 7     | Анна Письменская Виктория Кесарь  | Украина        | 45,60    | 42,00    | 57,60    | 54,87    | 51,30    | 251,37 |       |
| 8     | Наис Жийе Жюльет Ланди            | Франция        | 42,00    | 43,80    | 48,72    | 51,24    | 54,27    | 240,03 |       |